# Encore!
Encore! (Brasil: Bis! / Portugal: Regresso ao Palco) é um reality show americano apresentado e produzido por Kristen Bell e Will Gluck. Baseado em um piloto especial exibido na ABC em 10 de dezembro de 2017, a série estreou no Disney+ em 12 de novembro de 2019.

## Premissa
Encore! reúne os membros do elenco de musicais do colégio para recriar sua performance anos depois de terem se apresentado originalmente.

## Produção

### Desenvolvimento
Um especial de televisão, também intitulado Encore! e apresentado por Bell, foi ao ar na ABC em 10 de dezembro de 2017. Reuniu o elenco de uma produção de Into the Woods da South Hills High School de 1997 para recriar sua performance original.
Em abril de 2019, o Disney+ encomendou uma série baseada no especial, a ser apresentada e produzida por Kristen Bell.
Quando questionado durante a pandemia de COVID-19 sobre o futuro da série, o criador Jason Cohen disse: "Obviamente, as coisas agora estão um pouco estranhas, com o coronavírus, e as coisas foram um pouco alteradas. Mas esperamos poder fazer mais."

## Lançamento
Encore! estreou em 12 de novembro de 2019, no serviço de streaming Disney+ em 4K HDR. Os episódios foram lançados semanalmente, em vez de todos de uma vez.

### Marketing
Um primeiro trailer do programa foi lançado em 23 de agosto de 2019, no Panel do Disney+ na D23 Expo 2019.

## Recepção
O site agregador de críticas Rotten Tomatoes relatou uma taxa de aprovação de 68% para a primeira temporada, com uma classificação média de 6,75/10, com base em 16 críticos. O consenso crítico do site diz: "Embora muitas vezes pareça mais um ensaio geral, Encore! tem charme suficiente para manter os amantes do teatro em seus assentos–embora todos os outros possam sair no intervalo". O Metacritic, que usa uma média ponderada, atribuiu uma pontuação de 63 em 100 com base em 12 críticos, indicando "avaliações geralmente favoráveis".

## Prêmios e indicações
| Ano  | Prêmio                            | Categoria                                      | Nomeado(s)                | Resultado | Ref.  |
| ---- | --------------------------------- | ---------------------------------------------- | ------------------------- | --------- | ----- |
| 2020 | Directors Guild of America Awards | Outstanding Directing – Reality Programs       | Jason Cohen (for "Annie") | Venceu    | [ 7 ] |
| 2020 | TCA Awards                        | Outstanding Achievement in Reality Programming | Encore!                   | Indicado  | [ 8 ] |